# Noah Wulff
Noah Wulff Andersen (* 14. Juni 2005 in Aarhus) ist ein dänischer Radsportler, der auf Bahn und Straße aktiv ist.

## Sportlicher Werdegang
2022 startete Noah Wulff bei den Junioren-Bahnweltmeisterschaften in Israel. Die dänische Mannschaft belegte mit ihm Platz vier in der Mannschaftsverfolgung; im Omnium wurde er Zehnter. Im März 2024 nahm er am Lauf des Nations’ Cup in Hongkong teil und belegte im Ausscheidungsfahren Rang sechs. Im August des Jahres wurde er U23-Europameister im Ausscheidungsfahren und mit Conrad Haugsted Vierter im Zweier-Mannschaftsfahren. Beim Nations’ Cup 2025 in Konya wurde er im Ausscheidungsfahren Zweiter hinter dem Belgier Jules Hesters. 

### Bahn
2024
- U23-Europameister – Ausscheidungsfahren